# Schwimmeuropameisterschaften 2010/Ergebnisse Sonstige Wettbewerbe
Dieser Artikel beschäftigt sich mit den Ergebnissen der Schwimmeuropameisterschaften 2010 in Budapest.

## Schwimmen Gemischtes Team

### Langdistanz

#### 5 Kilometer
Finale am 6. August, 16:00 Uhr
| Platz | Land         | Athleten                                                      | Zeit      |
| ----- | ------------ | ------------------------------------------------------------- | --------- |
| 1     | Griechenland | - Spyridon Gianniotis - Antonios Fokaidis - Kalliopi Araouzou | 59:03,0   |
| 2     | Italien      | - Simone Ercoli - Simone Ruffini - Rachele Bruni              | 59:55,6   |
| 3     | Russland     | - Sergei Bolschakow - Daniil Serebrennikow - Anna Gussewa     | 59:59,5   |
| 4     | Deutschland  | - Thomas Lurz - Jan Wolfgarten - Nadine Reichert              | 1:00:13,5 |
| 5     | Spanien      | - Diego Nogueira - Héctor Ruiz - Yurema Requena               | 1:01:09,7 |
| 6     | Tschechien   | - Jan Posmourny - Rostislav Vítek - Jana Pechanová            | 1:01:10,2 |
| 7     | Frankreich   | - Julien Codevelle - Julien Sauvage - Ophélie Aspord          | 1:02:20,0 |
| 8     | Schweiz      | - Stefan Sigrist - Jovan Mitrovic - Iris Matthey              | 1:02:56,5 |

## Synchronschwimmen
Im Synchronschwimmen gewann die Russin Natalja Ischtschenko in den Bereichen Solo, Duett, Gruppe und Kombination und holte sich somit alle vier möglichen EM-Titel.

### Solo
Finale am 7. August 10:00 Uhr
| Platz | Land         | Athletin             | Punkte |
| ----- | ------------ | -------------------- | ------ |
| 1     | Russland     | Natalja Ischtschenko | 98,900 |
| 2     | Spanien      | Andrea Fuentes       | 96,600 |
| 3     | Ukraine      | Lolita Ananassowa    | 93,000 |
| 4     | Israel       | Anastasia Gloushkov  | 90,600 |
| 5     | Griechenland | Despina Solomou      | 90,100 |
| 6     | Italien      | Linda Cerruti        | 89,200 |
| 7     | Tschechien   | Soňa Bernardová      | 86,400 |
| 7     | Österreich   | Nadine Brandl        | 86,400 |

- Pamela Fischer belegte mit 84,800 Punkten Platz 9.

### Duett
Finale am 8. August, 10:00 Uhr
| Platz | Land                   | Athletinnen                                  | Punkte |
| ----- | ---------------------- | -------------------------------------------- | ------ |
| 1     | Russland               | - Natalja Ischtschenko - Swetlana Romaschina | 98,700 |
| 2     | Spanien                | - Ona Carbonell - Andrea Fuentes             | 96,700 |
| 3     | Ukraine                | - Darja Juschko - Ksenija Sydorenko          | 93,400 |
| 4     | Italien                | - Manila Flamini - Giulia Lapi               | 91,700 |
| 5     | Vereinigtes Königreich | - Olivia Allison - Jenna Randall             | 90,300 |
| 6     | Frankreich             | - Apolline Dreyfuss - Chloé Willhelm         | 90,000 |
| 7     | Israel                 | - Anastasia Gloushkov - Inna Yoffe           | 88,100 |
| 8     | Tschechien             | - Soňa Bernardová - Alžběta Dufková          | 86,600 |

- Nadine Brandl und Livia Lang belegten mit 86,500 Punkten Platz 9.
- Pamela Fischer und Marina Saurenmann belegten mit 83,700 Punkten Platz 11.
- Edith Zeppenfeld und Wiebke Jeske belegten mit 80,300 Punkten Platz 12.

### Gruppe
Finale am 7. August, 18:00 Uhr
| Platz | Land                   | Athletinnen | Punkte |
| ----- | ---------------------- | --- | ------ |
| 1     | Russland               | Natalja Ischtschenko, Elwira Chassjanowa, Darja Korobowa, Alexandra Pazkewitsch, Swetlana Romaschina, Alla Schischkina, Anschelika Timanina, Alexandra Sujewa            | 99,000 |
| 2     | Spanien                | Clara Basiana, Alba María Cabello, Ona Carbonell, Margalida Crespí, Andrea Fuentes, Thaïs Henríquez, Paula Klamburg, Cristina Salvador                                   | 96,900 |
| 3     | Ukraine                | Lolita Ananassowa, Inha Hiller, Olena Hretschychina, Julija Marjanko, Olexandra Sabada, Kateryna Sadurska, Ksenija Sydorenko, Hanna Woloschyna                           | 92,800 |
| 4     | Italien                | Federica Bellaria, Beatrice Callegari, Camilla Cattaneo, Manila Flamini, Giulia Lapi, Mariangela Perrupato, Benedetta Re, Sara Sgarzi                                    | 91,800 |
| 5     | Frankreich             | Maëva Charbonnier, Joannie Ciociola, Apolline Dreyfuss, Chloé Kautzmann, Sara Labrousse, Maïté Méjean, Floremarine Rulleau, Chloé Willhelm                               | 90,600 |
| 6     | Vereinigtes Königreich | Olivia Allison, Katie Clark, Katrina Dawkins, Victoria Lucass, Asha Randall, Katherine Skelton, Anya Tarasiuk, Cherry Wilson                                             | 87,100 |
| 7     | Belarus                | Hanna Besproswannikah, Ilona Katljarenka, Darja Krauzewitsch, Kazjaryna Kulpo, Jana Laptschynskaja, Nastassija Mechanikawa, Darja Nawaselskaja, Kazjaryna Truschkewitsch | 84,200 |
| 8     | Niederlande            | Natalia Braams, Vreni de Fluiter, Christel de Kock, Stephanie Gillisse, Rynske Keur, Elisabeth Sneeuw, Nadine Struijk, Nicolien Wellen                                   | 83,200 |

### Kombination
Finale am 8. August
| Platz | Land         | Athletinnen | Punkte |
| ----- | ------------ | --- | ------ |
| 1     | Russland     | Anastassija Jermakowa, Natalja Ischtschenko, Elwira Chassjanowa, Darja Korobowa, Olga Kuschela, Alexandra Pazkewitsch, Swetlana Romaschina, Alla Schischkina, Anschelika Timanina, Alexandra Sujewa              | 98,300 |
| 2     | Spanien      | Clara Basiana, Alba María Cabello, Ona Carbonell, Margalida Crespí, Andrea Fuentes, Thaïs Henríquez, Paula Klamburg, Irene Montrucchio, Irina Rodríguez, Cristina Salvador                                       | 97,000 |
| 3     | Ukraine      | Lolita Ananassowa, Inha Hiller, Olena Hretschychina, Darja Juschko, Olha Kondraschowa, Julija Marjanko, Olexandra Sabada, Kateryna Sadurska, Ksenija Sydorenko, Hanna Woloschyna                                 | 94,100 |
| 4     | Italien      | Federica Bellaria, Camilla Cattaneo, Manila Flamini, Giulia Lapi, Alessia Nicotra, Mariangela Perrupato, Benedetta Re, Dalila Schiesaro, Sara Sgarzi, Cristina Tempera                                           | 92,100 |
| 5     | Griechenland | Evangelia Gialidi, Kyriaki Michaela Kostraki, Evangelia Koutidi, Anastasia Malekaki, Eleni Papandreou, Evangelia Papazoglou, Evangelia Platanioti, Despina Solomou, Chrysanthi Tsitou, Despina Tzortsou          | 88,500 |
| 6     | Belarus      | Hanna Besproswannikah, Marija Hamljakowa, Ilona Katljarenka, Darja Krauzewitsch, Kazjaryna Kulpo, Jana Laptschynskaja, Nastassija Mechanikawa, Darja Nawaselskaja, Kazjaryna Truschkewitsch, Ija Schyschkewitsch | 85,500 |
| 7     | Tschechien   | Soňa Bernardová, Eva Burdová, Alžběta Dufková, Teresa Hrbáčová, Denisa Hrubá, Markéta Kincová, Romana Kohutková, Natálie Koubková, Sabina Langerová, Andrea Rybářová                                             | 85,400 |
| 8     | Niederlande  | Natalia Braams, Vreni de Fluiter, Margot de Graaf, Christel de Kock, Tina Dermois, Rynske Keur, Elisabeth Sneeuw, Nadine Struijk, Amei Vanderhilst, Nicolien Wellen                                              | 83,400 |

## Wasserspringen Männer

### 1 Meter
Finale am 11. August
| Platz | Land        | Athlet              | Punkte |
| ----- | ----------- | ------------------- | ------ |
| 1     | Ukraine     | Illja Kwascha       | 433,90 |
| 2     | Deutschland | Patrick Hausding    | 430,25 |
| 3     | Spanien     | Javier Illana       | 414,35 |
| 4     | Russland    | Jewgeni Kusnezow    | 411,45 |
| 5     | Österreich  | Constantin Blaha    | 401,70 |
| 6     | Italien     | Michele Benedetti   | 397,20 |
| 7     | Ukraine     | Jurij Schljachow    | 396,10 |
| 8     | Italien     | Christopher Sacchin | 386,15 |

- Andrea Aloisio belegte mit 308,10 Punkten Platz 18 in der Qualifikation.
- Pavlo Rozenberg belegte mit 279,20 Punkten Platz 27 in der Qualifikation.

### 3 Meter
Finale am 13. August
| Platz | Land        | Athlet           | Punkte |
| ----- | ----------- | ---------------- | ------ |
| 1     | Deutschland | Patrick Hausding | 463,20 |
| 2     | Russland    | Ilja Sacharow    | 458,15 |
| 3     | Russland    | Jewgeni Kusnezow | 455,80 |
| 4     | Spanien     | Javier Illana    | 445,05 |
| 5     | Deutschland | Sascha Klein     | 431,10 |
| 6     | Ukraine     | Illja Kwascha    | 429,90 |
| 7     | Österreich  | Constantin Blaha | 423,70 |
| 8     | Frankreich  | Damien Cély      | 411,60 |

### 10 Meter
Finale am 15. August
| Platz | Land        | Athlet               | Punkte |
| ----- | ----------- | -------------------- | ------ |
| 1     | Deutschland | Sascha Klein         | 534,85 |
| 2     | Deutschland | Patrick Hausding     | 516,45 |
| 3     | Belarus     | Wadim Kaptur         | 515,80 |
| 4     | Russland    | Wiktor Minibajew     | 508,05 |
| 5     | Ukraine     | Anton Sacharow       | 506,20 |
| 6     | Ukraine     | Kostjantyn Miljajew  | 446,30 |
| 7     | Belarus     | Timofei Hordejtschik | 446,15 |
| 8     | Russland    | Sergej Nazin         | 434,80 |

### Synchron 3 Meter
Finale am 12. August
| Platz | Land                   | Athleten                                      | Punkte |
| ----- | ---------------------- | --------------------------------------------- | ------ |
| 1     | Ukraine                | - Illja Kwascha - Oleksij Pryhorow            | 431,67 |
| 2     | Deutschland            | - Stephan Feck - Patrick Hausding             | 427,95 |
| 3     | Russland               | - Dmitri Sautin - Juri Kunakow                | 410,43 |
| 4     | Italien                | - Michele Benedetti - Tommaso Marconi         | 406,17 |
| 5     | Vereinigtes Königreich | - Nicholas Robinson-Baker - Christopher Mears | 398,37 |
| 6     | Frankreich             | - Damien Cély - Matthieu Rosset               | 395,46 |
| 7     | Griechenland           | - Alexandros Manos - Stefanos Paparounas      | 389,34 |
| 8     | Niederlande            | - Yorick de Bruijn - Ramon de Meijer          | 360,30 |

### Synchron 10 Meter
Finale am 14. August
| Platz | Land        | Athleten                                | Punkte |
| ----- | ----------- | --------------------------------------- | ------ |
| 1     | Deutschland | - Patrick Hausding - Sascha Klein       | 478,11 |
| 2     | Russland    | - Wiktor Minibajew - Ilja Sacharow      | 466,95 |
| 3     | Belarus     | - Timofei Hordejtschik - Wadim Kaptur   | 426,03 |
| 4     | Ukraine     | - Anton Sacharow - Dmytro Meschenskyj   | 417,17 |
| 5     | Italien     | - Francesco Dell’Uomo - Maicol Verzotto | 398,67 |

- An diesem Wettkampf nahmen nur fünf Teams teil.

## Wasserspringen Frauen

### 1 Meter
Finale am 10. August
| Platz | Land        | Athletin                | Punkte |
| ----- | ----------- | ----------------------- | ------ |
| 1     | Italien     | Tania Cagnotto          | 299,70 |
| 2     | Schweden    | Anna Lindberg           | 293,70 |
| 3     | Russland    | Anastassija Posdnjakowa | 282,65 |
| 4     | Italien     | Maria Marconi           | 272,15 |
| 5     | Russland    | Nadeschda Baschina      | 271,05 |
| 6     | Deutschland | Katja Dieckow           | 264,40 |
|       | Ukraine     | Hanna Pysmenska         | 264,40 |
| 8     | Deutschland | Uschi Freitag           | 254,95 |

- Veronika Kratochwil belegte mit 227,70 Punkten Platz 15 in der Qualifikation.

### 3 Meter
Finale am 14. August
| Platz | Land                   | Athletin                | Punkte |
| ----- | ---------------------- | ----------------------- | ------ |
| 1     | Russland               | Nadeschda Baschina      | 324,10 |
| 2     | Russland               | Anastassija Posdnjakowa | 316,40 |
| 3     | Ungarn                 | Nóra Barta              | 291,75 |
| 4     | Vereinigtes Königreich | Grace Reid              | 276,20 |
| 5     | Schweden               | Anna Lindberg           | 265,85 |
| 6     | Italien                | Tania Cagnotto          | 263,65 |
| 7     | Ungarn                 | Flóra Gondos            | 261,25 |
| 8     | Finnland               | Lena Putigina           | 260,20 |

- Uschi Freitag belegte mit 247,60 Punkten Platz 10.
- Veronika Kratochwil belegte mit 234,45 Punkten Platz 12.

### 10 Meter
Finale am 12. August
| Platz | Land                   | Athletin            | Punkte |
| ----- | ---------------------- | ------------------- | ------ |
| 1     | Deutschland            | Christin Steuer     | 354,50 |
| 2     | Italien                | Noemi Bátki         | 343,80 |
| 3     | Russland               | Julija Koltunowa    | 340,45 |
| 4     | Deutschland            | Nora Subschinski    | 320,20 |
| 5     | Ukraine                | Julija Prokoptschuk | 317,05 |
| 6     | Russland               | Olga Vintonyak      | 316,50 |
| 7     | Vereinigtes Königreich | Monique Gladding    | 311,95 |
|       | Italien                | Valentina Marocchi  | 311,95 |

### Synchron 3 Meter
Finale am 15. August
| Platz | Land                   | Athletinnen                                    | Punkte |
| ----- | ---------------------- | ---------------------------------------------- | ------ |
| 1     | Italien                | - Tania Cagnotto - Francesca Dallapé           | 327,90 |
| 2     | Ukraine                | - Olena Fedorowa - Hanna Pysmenska             | 312,00 |
| 3     | Russland               | - Anastassija Posdnjakowa - Swetlana Filippowa | 307,50 |
| 4     | Deutschland            | - Katja Dieckow - Uschi Freitag                | 286,50 |
| 5     | Vereinigtes Königreich | - Rebecca Gallantree - Alicia Blagg            | 280,08 |
| 6     | Ungarn                 | - Flóra Gondos - Zsófia Reisinger              | 268,11 |
| 7     | Frankreich             | - Marion Farissier - Claire Febvay             | 263,82 |
| 8     | Finnland               | - Lena Putigina - Taina Karvonen               | 255,60 |

### Synchron 10 Meter
Finale am 13. August
| Platz | Land                   | Athletinnen                               | Punkte |
| ----- | ---------------------- | ----------------------------------------- | ------ |
| 1     | Deutschland            | - Christin Steuer - Nora Subschinski      | 319,68 |
| 2     | Ukraine                | - Julija Prokoptschuk - Alina Tschaplenko | 306,30 |
| 3     | Vereinigtes Königreich | - Monique Gladding - Megan Sylvester      | 300,66 |
| 4     | Frankreich             | - Audrey Labeau - Claire Febvay           | 289,26 |
| 5     | Russland               | - Julija Koltunowa - Natalja Gontscharowa | 283,14 |
| 6     | Ungarn                 | - Zsófia Reisinger - Villő Kormos         | 277,74 |
| 7     | Italien                | - Brenda Spaziani - Valentina Marocchi    | 276,51 |
| 8     | Rumänien               | - Corina Popovici - Mara Elena Aiacoboae  | 275,22 |

## Wasserspringen Gemischtes Team
Finale am 9. August
| Platz | Land                   | Athleten                                   | Punkte |
| ----- | ---------------------- | ------------------------------------------ | ------ |
| 1     | Deutschland            | - Christin Steuer - Sascha Klein           | 398,15 |
| 2     | Russland               | - Julija Koltunowa - Ilja Sacharow         | 396,35 |
| 3     | Frankreich             | - Claire Febvay - Matthieu Rosset          | 381,00 |
| 4     | Vereinigtes Königreich | - Rebecca Gallantree - Tom Daley           | 363,80 |
| 5     | Belarus                | - Aljaksandra Jasjukewitsch - Wadim Kaptur | 356,65 |
| 6     | Italien                | - Noemi Bátki - Francesco Dell’Uomo        | 342,45 |
| 7     | Ukraine                | - Hanna Pysmenska - Anton Sacharow         | 336,90 |
| 8     | Rumänien               | - Corina Popovici - Constantin Popovici    | 327,80 |